# Acronicta regifica
Acronicta regifica là một loài bướm đêm trong họ Noctuidae.